# Dekanat Mogilany
Dekanat Mogilany – jeden z 45 dekanatów w rzymskokatolickiej archidiecezji krakowskiej. Dekretem księdza kardynała Stanisława Dziwisza z dnia 26 sierpnia 2014 roku od dekanatu została odłączona parafia św. Maksymiliana Kolbego w Krakowie-Opatkowicach.

## Parafie
W skład dekanatu wchodzi 9 parafii:
- parafia Narodzenia Najświętszej Maryi Panny – Gaj
- parafia św. Marii Magdaleny – Głogoczów
- parafia św. Anny – Krzyszkowice
- parafia św. Brata Alberta – Libertów
- parafia św. Bartłomieja Apostoła – Mogilany
- parafia św. Jana Chrzciciela – Rzeszotary
- parafia św. Michała Archanioła – Siepraw
- parafia św. Stanisława – Świątniki Górne
- parafia Matki Bożej Królowej Polski – Włosań

## Galeria

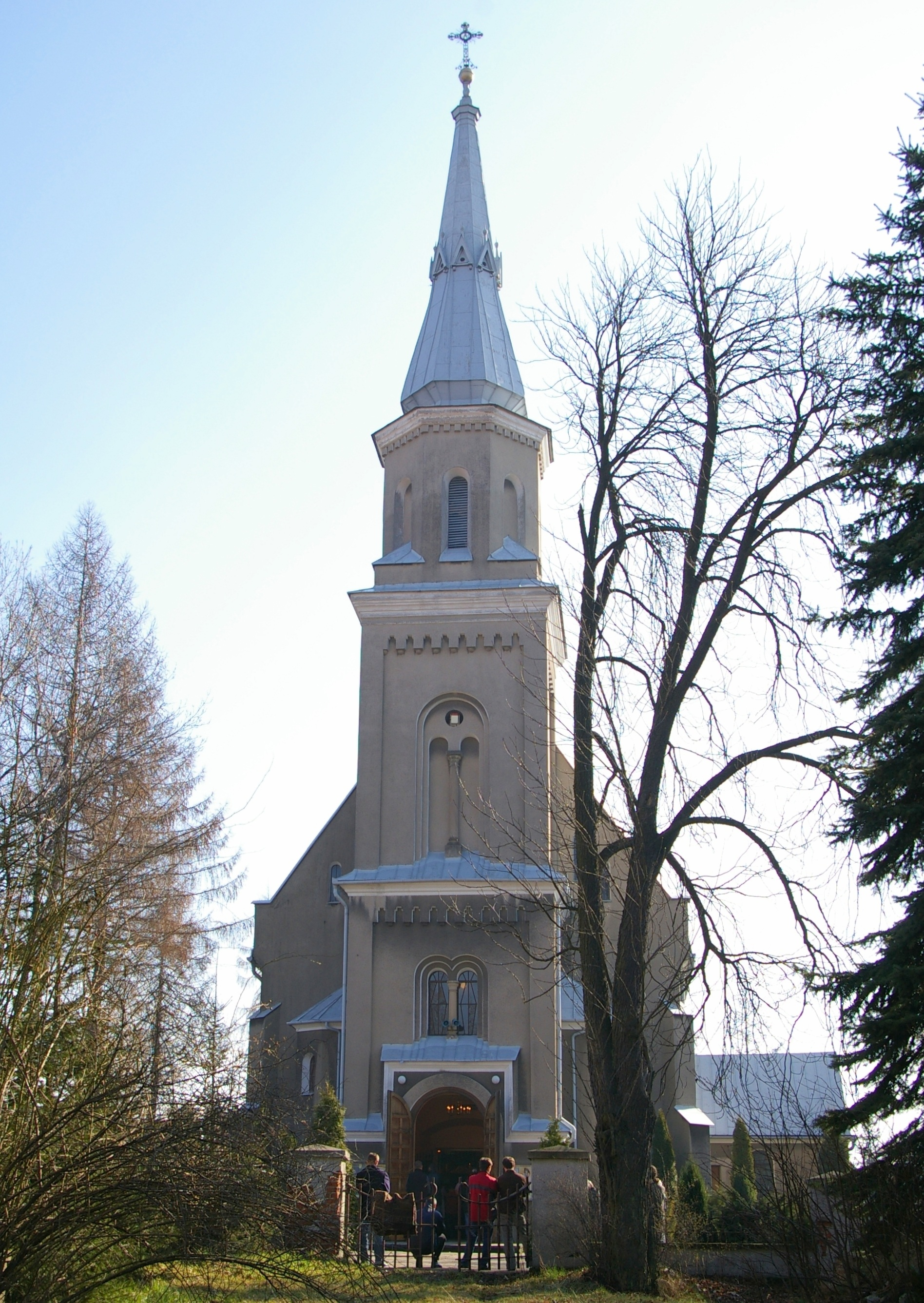
Kościół Narodzenia NMP w Gaju
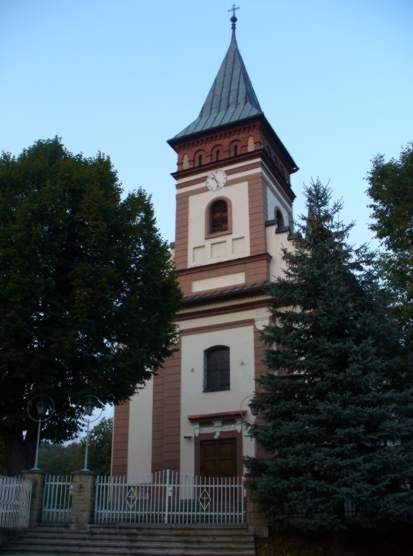
Kościół św. Marii Magdaleny w Głogoczowie
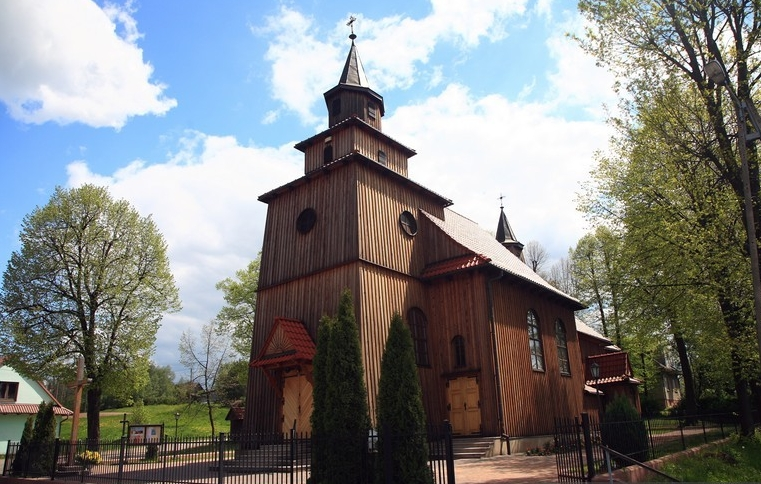
Kościół św. Anny w Krzyszkowicach
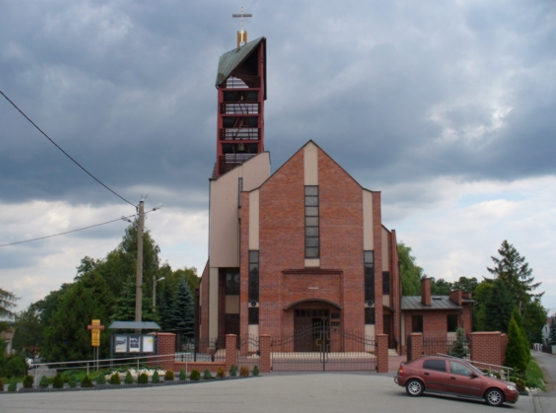
Kościół św. Brata Alberta w Libertowie
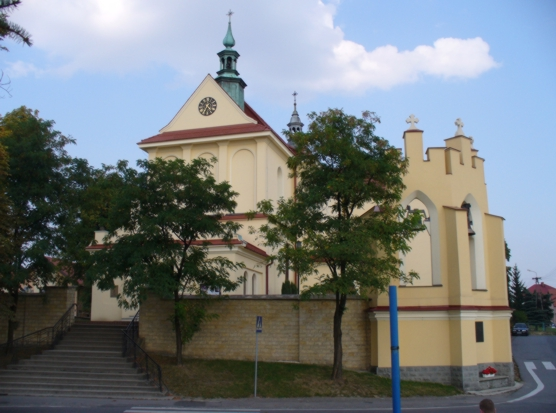
Kościół św. Bartłomieja Apostoła w Mogilanach
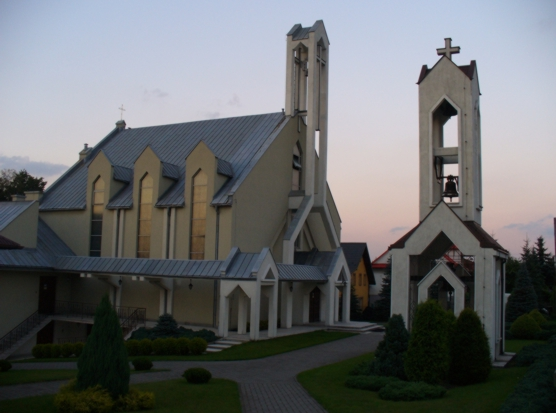
Kościół Narodzenia św. Jana Chrzciciela w Rzeszotarach
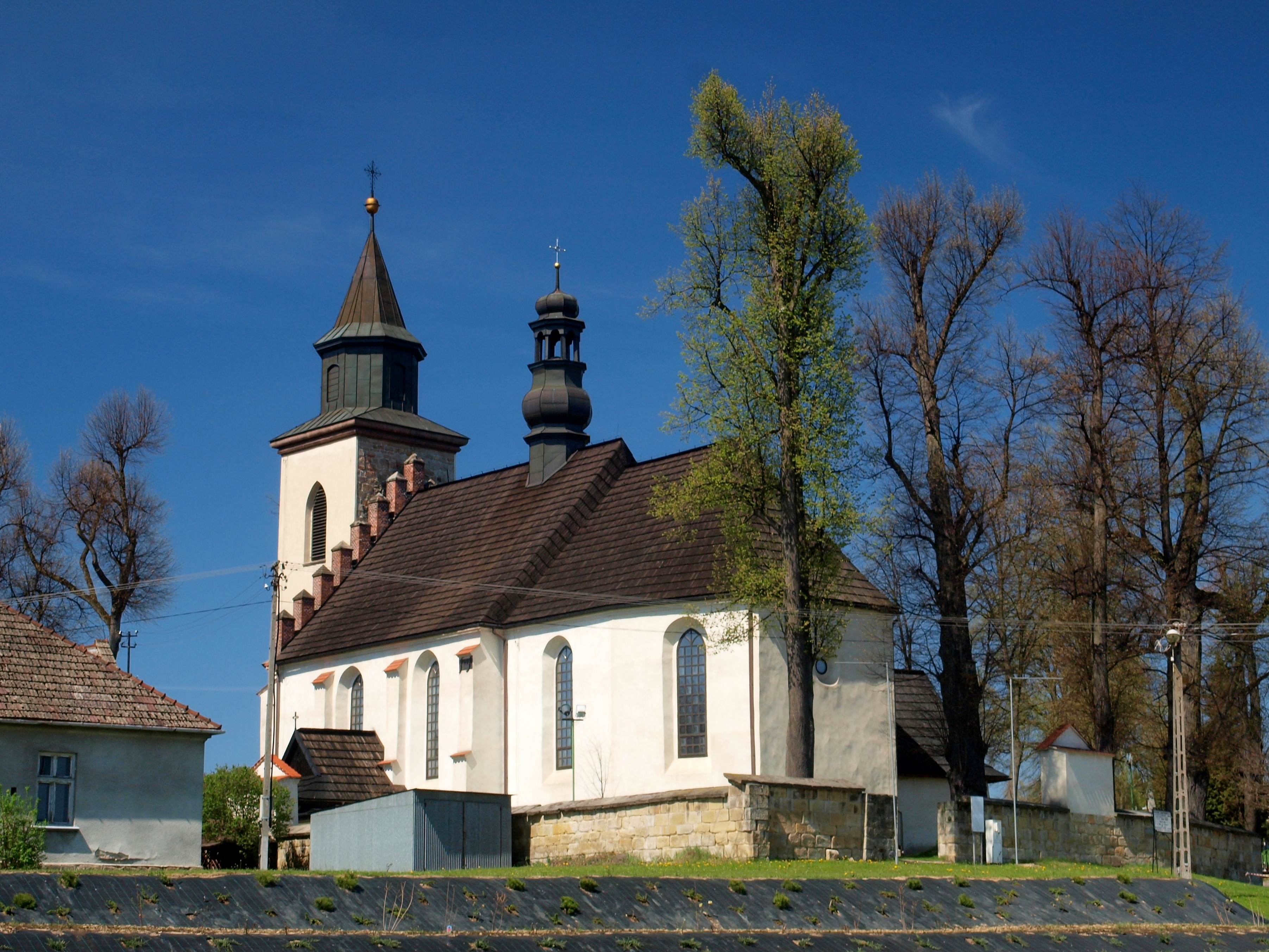
Kościół św. Michała Archanioła w Sieprawiu
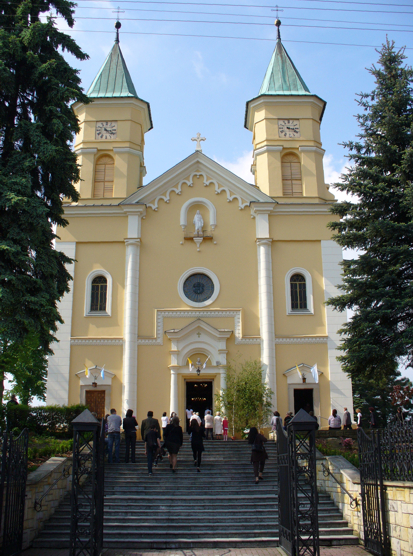
Kościół św. Stanisława w Świątnikach Górnych
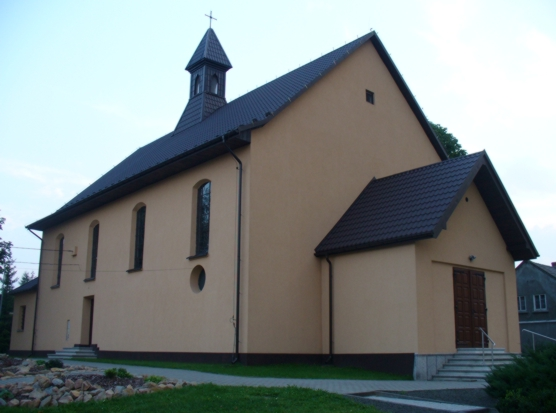
Kościół MB Królowej Polski we Włosani

## Sąsiednie dekanaty
Kraków–Podgórze, Kraków–Borek Fałęcki, Kraków–Salwator, Myślenice, Skawina, Sułkowice, Wieliczka